# Timbre fiscal

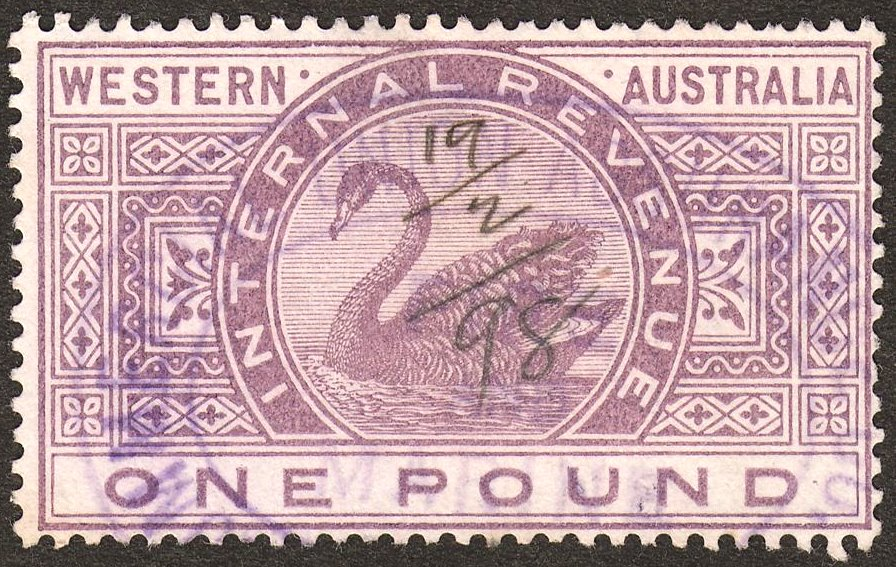
Un timbre fiscal de Australia Occidental en 1898, con valor de £1

Un timbre de ingresos, de impuesto, nacional o fiscal (del francés, timbre, sello) es una etiqueta adhesiva habitualmente utilizada para recoger impuestos o costes en documentos, tabaco, bebidas alcohólicas, fármacos y medicinas, cartas de juego, licencias de caza, licencias de armas de fuego, y muchas otras cosas. Típicamente los negocios compran los sellos al gobierno, y los adjuntan a los elementos gravados como parte del proceso de poner los elementos a la venta, o en el caso de documentos, como parte de rellenar formularios.
Los timbres fiscales son a menudo muy similares a los sellos postales y en algunos países y periodos de tiempo ha sido posible utilizar sellos de franqueo para el mismo propósito que los fiscales.

## Descripción

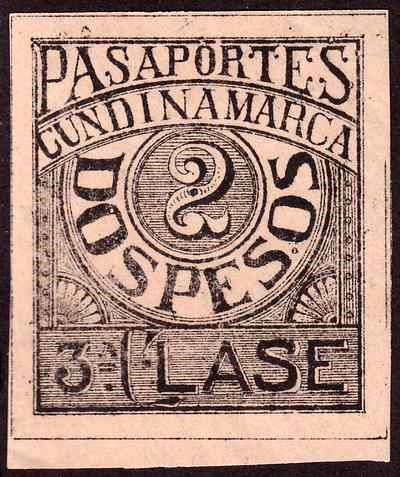
Un sello fiscal para pasaporte de 1899, proveniente de Cundinamarca en Colombia y valor de dos pesos.

Los timbres fiscales son sellos utilizados para recaudar impuestos y tasas. El gobierno es el encargado de emitirlos, sean nacionales o locales, así como los cuerpos oficiales de varias clases. Pueden tener muchas formas y ser adhesivos o no, perforados o no, impresos o en relieve, y de cualquier medida. En muchos países, son tan detallados en su diseño como los billetes y son a menudo hechos del mismo tipo de papel. El alto valor de muchos timbres fiscales hace que pueden contener medidas de seguridad para impedir falsificaciones.

## Historia
En el imperio otomano, Damga resmi (la ley del Sello) ya estaba vigente en el siglo XVI. Los registros timbres de impuesto de sellos hechos de seda proporcionan pruebas en los cambios en la producción de seda con el tiempo.
El uso de timbres fiscales va más allá de los sellos de franqueo (por primera vez utilizados en 1840); los sellos de los Actos de Sello del siglo XVIII eran fiscales. Su uso se extendió en el siglo XIX, en parte inspirado por el éxito del sello de franqueo, y en parte motivado por el deseo de dinamizar las operaciones del gobierno, la presencia de un sello fiscal era una indicación de que el elemento en cuestión ya había pagado los costes necesarios. Los timbres fiscales han ido dismiyendo en el siglo XXI, con el aumento de la informatización y la capacidad de utilizar números para seguir los pagos con exactitud.
Hay muchos tipos de timbres fiscales en el mundo, y probablemente puede que muchos queden sin registrar. Tanto entidades, nacionales como locales, los ha emitido. Los gobiernos a veces han combinado las funciones de franqueo y fiscal. En el antiguo Imperio británico, tales sellos eran "de franqueo y fiscal" para reflejar su doble función. Otros países sencillamente han dejado de utilizarlos a favor de los de franqueo o viceversa. Un timbre fiscal autorizado posteriormente para el uso postal es conocido como "postal/fiscal". Bután autorizó el uso de timbres fiscales para propósitos postales desde 1955 hasta el primer franqueo de sellos propios del país en 1962. En el catálogo Stanley Gibbons, este tipo de sello tiene el prefijo "F".

## Métodos de anulación

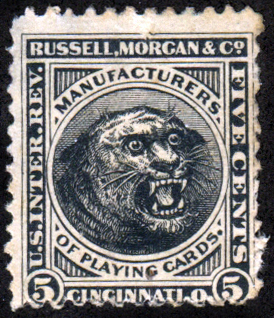
Un timbre fiscal americano para el impuesto sobre cartas de juego

Mientras los timbres fiscales a menudo se parecen a sellos de franqueo, normalmente no tienen la intención de ser utilizados para correo y por tanto no reciben un matasellos postal. Algunos países como Gran Bretaña han emitido sellos válidos para ambos franqueo y fiscal, pero esta práctica es rara hoy en día. Se han usado muchos métodos diferentes para anular timbres fiscales, incluyendo el bolígrafo cancelador, matasellos tintados, perforados, en relieve, agujereado o sencillamente desgarrado.
Alrededor de 1900, los timbres fiscales de Estados Unidos tenían que ser matados con cortes, después de ser adjuntados a documentos, y además de ser anulados con tinta. Una clase de equipamiento de oficina específica fue creada para ese fin con el nombre de "mutiladores de sellos".

## Coleccionismo
Los timbres fiscales fueron una vez ampliamente coleccionados por filatélicos y se les dio el mismo estatus que los sellos postales en Catálogo filatélico y en exposiciones. Sin embargo, después de Primera Guerra Mundial, cayó su popularidad, posiblemente debido a ser excluidos de catálogos así como el rápido aumento del número de sellos de franqueo emitidos y desplazó los ingresos afuera.
El punto más bajo de la filatelia de timbres fiscales fue durante los años medios del siglo XX. Un álbum de sellos para niños Stanley Gibbons de los años 50 advertía en su introducción: "Ya que la filatelia es el coleccionismo de sellos que está empleado en conexión con Correos, no pongan timbres fiscales, sellos de telégrafo, etiquetas de impuestos sobre tabaco y otras documentos extrañas encontradas en algunas colecciones." Esta no es una definición de filatelia que sería reconocido hoy en día.
Más recientemente, la filatelia de sellos fiscales se popularizó otra vez y ahora tiene su propia comisión FIP (Federación Internacional de Filatelia) y es una categoría aprobada por el FIP exposiciones de sellos.
Muchos catálogos han sido emitidos por editores y distribuidores especialistas pero los timbres fiscales todavía no se presentan en algunos de los catálogos más populares, como Stanley Gibbons y Michel, a no ser que sean fiscales y de franqueo a la vez. Aun así, tanto el Scott estándar y el Scott Specialised United States muestran sellos de EE.UU que son fiscales. El catálogo principal para timbres fiscales del Reino Unido, el británico Commonwealth y varios países europeos es el Barefoot Catalogue.

## Algunos tipos de timbres fiscales

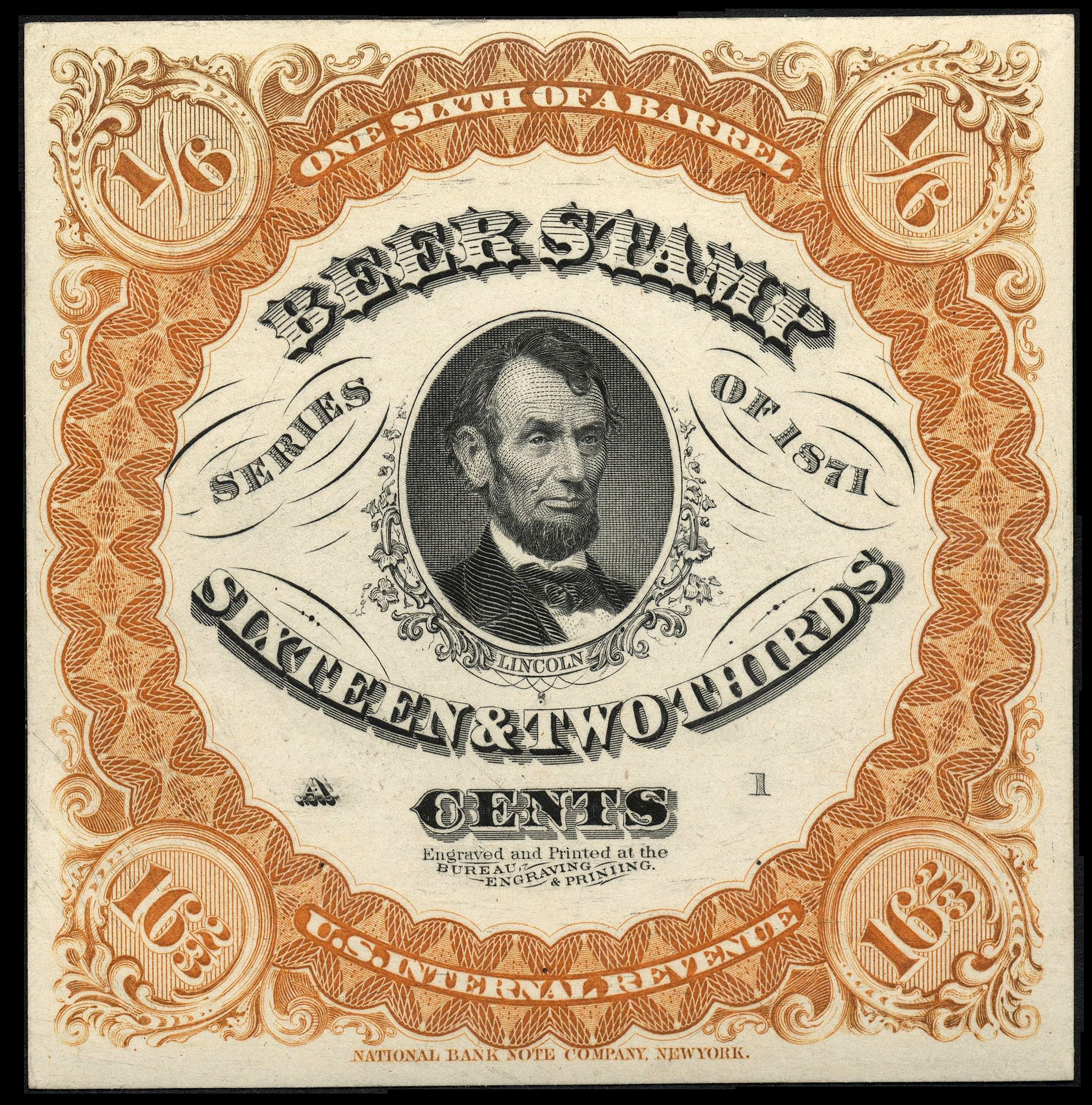
Timbre fiscal de Estados Unidos de 1871 para un barril de 1/6 de cerveza

### Tasas judiciales
Uno de los usos más tempranos de los timbres fiscales era el pago de tasas judiciales. Los sellos fueron utilizados en los estados feudales indios ya en 1797, casi 50 años antes de los primeros sellos postales.
A pesar de que India es solo uno de varios países que ha utilizado timbres fiscales en documentos legales, fue uno de los usuarios más prolíficos. Su uso ha parado casi por completo ahora, en parte debido a la prevalencia de falsificaciones que cuestan la emisión de sellos fiscales del gobierno.

### Documentos
El impuesto en documentos, también conocido como Ley del sello, es uno de los usos más viejos de los timbres fiscales, probablemente siendo inventados en España, e introducidos (o reinventados) en los Países Bajos hacia 1620, llegando a Francia en 1651 e Inglaterra en 1694. Los gobiernos aplican el pago del impuesto por hacer documentos sin sellar inaplicable en tribunal. El impuesto ha sido aplicado a contratos, acuerdos de tenencia, testamentos, etc. Un pre-sello fiscal imprimidos apareció encima muchos hundis de India.

### Tabaco y alcohol
En muchos países, el tabaco y el alcohol están gravados por el uso de sellos de impuestos especiales. En este caso, el productor puede comprar sellos del gobierno que pega a cada botella de alcohol o paquete de cigarrillos para mostrar que el impuesto ha sido pagado. A menudo el timbre se fija a través del sellado de modo que al abrir el paquete o botella el sello queda destruido.

## Galería

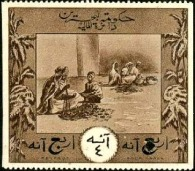
Baréin: sello fiscal de 1924 de 4a
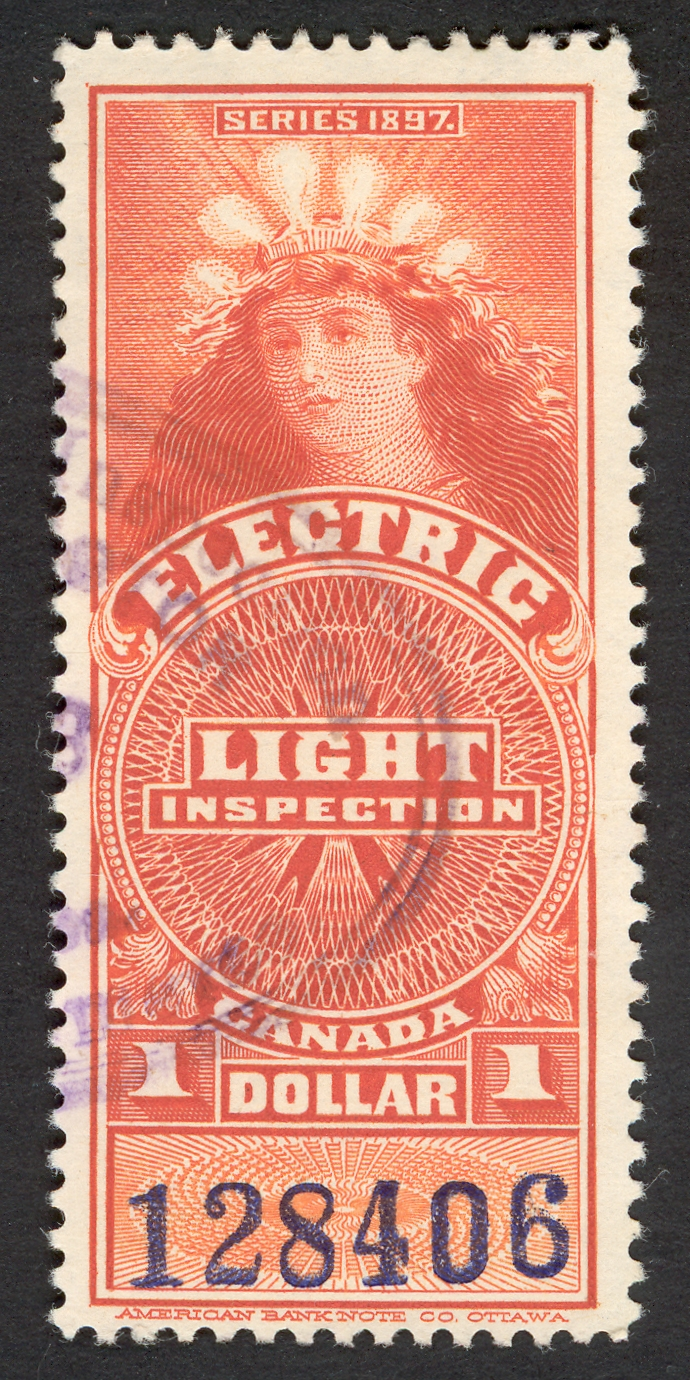
Canadá: sello de inspección de luz eléctrica de 1897 de $1 (Lady of the Lightbulbs)
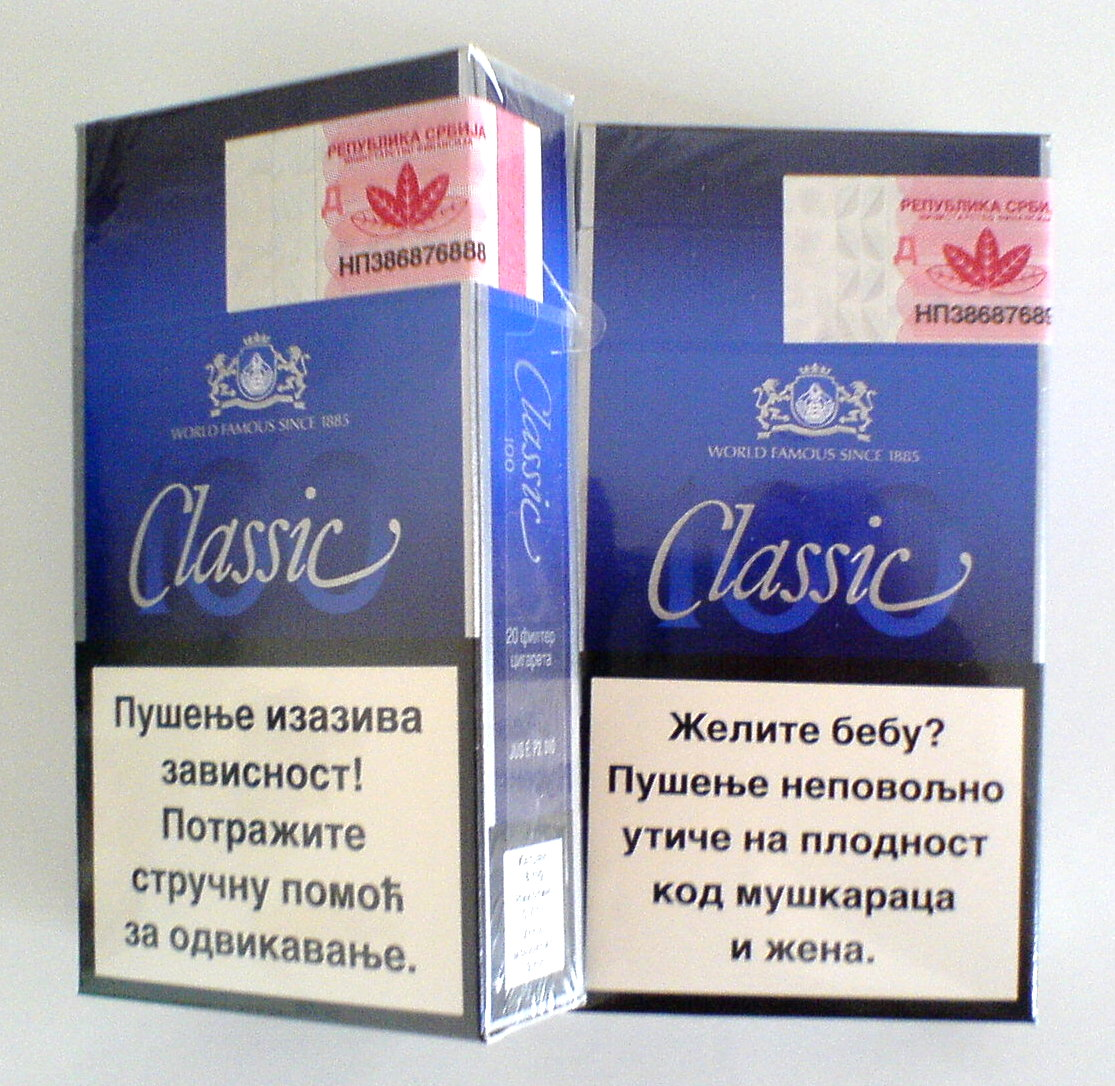
Sellos de impuesto en paquetes de tabaco serbio
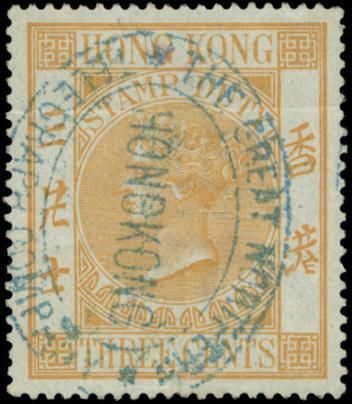
Hong Kong: sello jurídico de 1867, de coste 3c
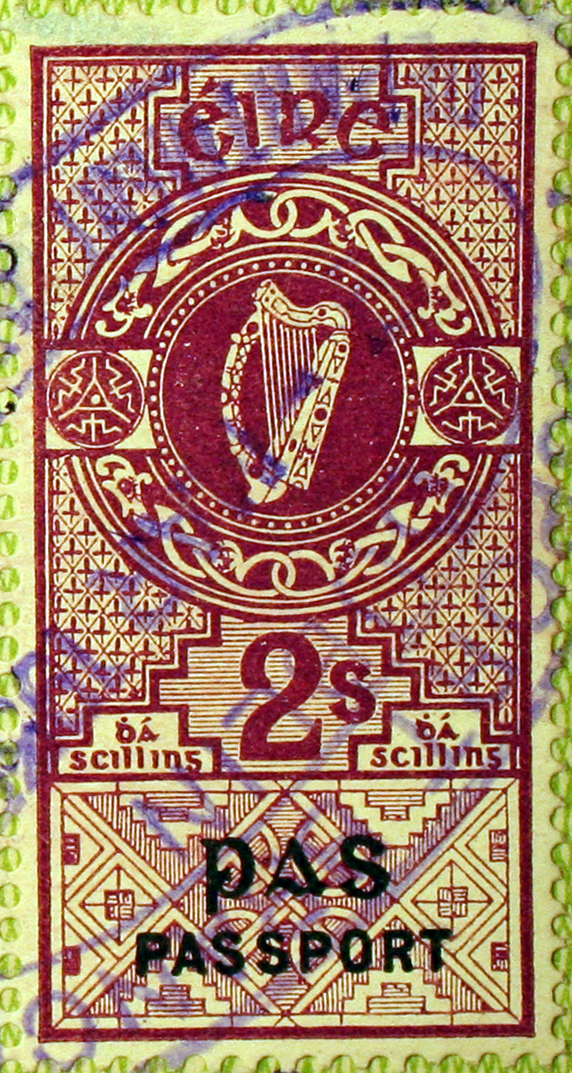
Irlanda: sello de pasaporte de 1939, de coste 2s
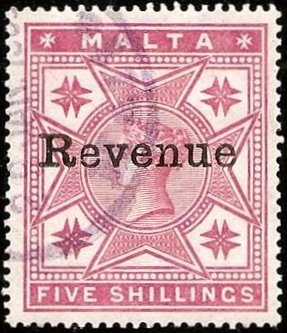
Malta: timbre fiscal de1899, de coste 5s
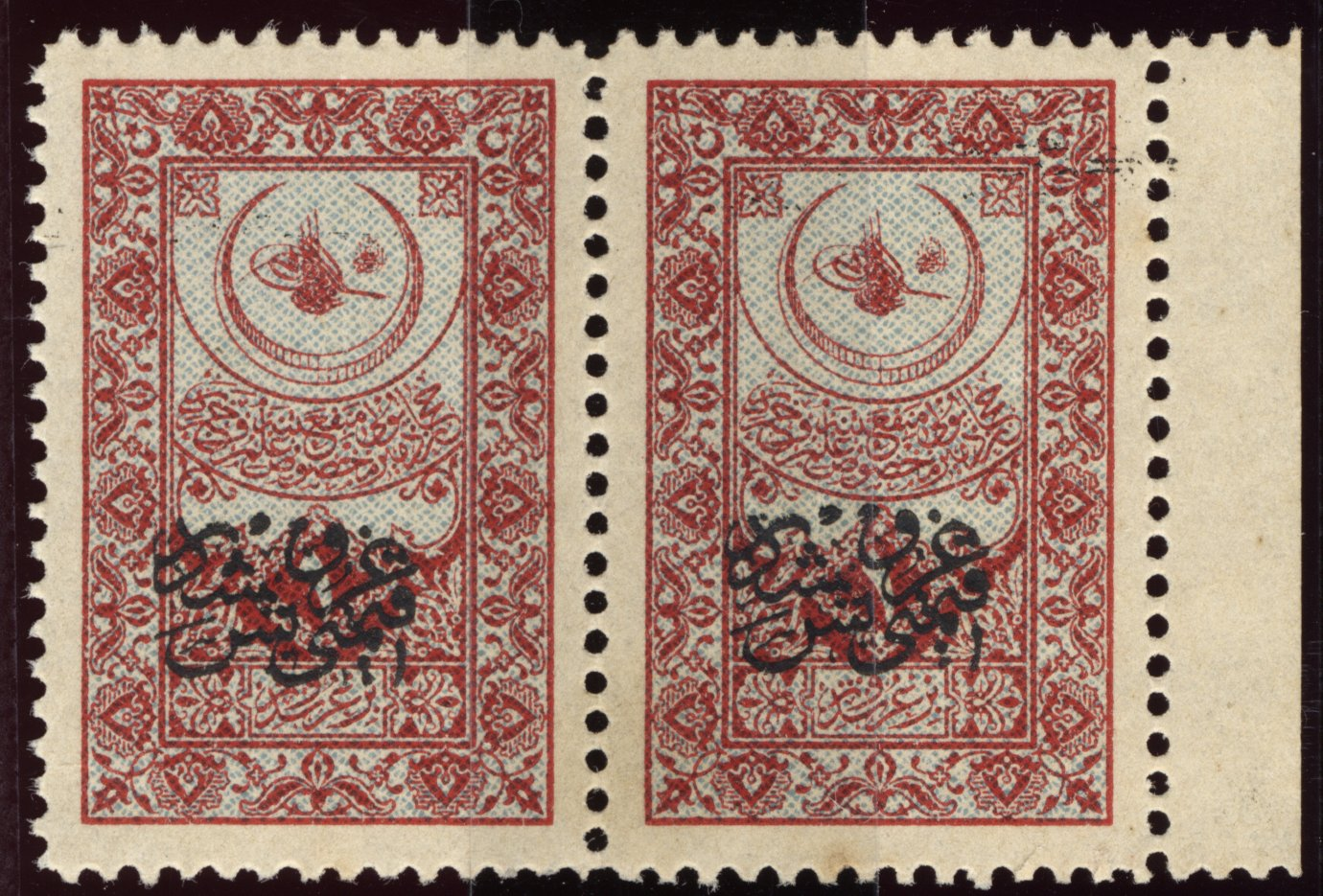
Timbre fiscal del Imperio otomano de 1918, 20 pa sobre 1pi por la construcción del Hejaz railway
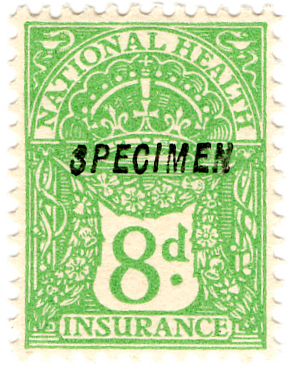
Reino Unido: Sello de seguro de salud nacional de 1920, con una sobreimpresión de SPECIMEN. coste 8d
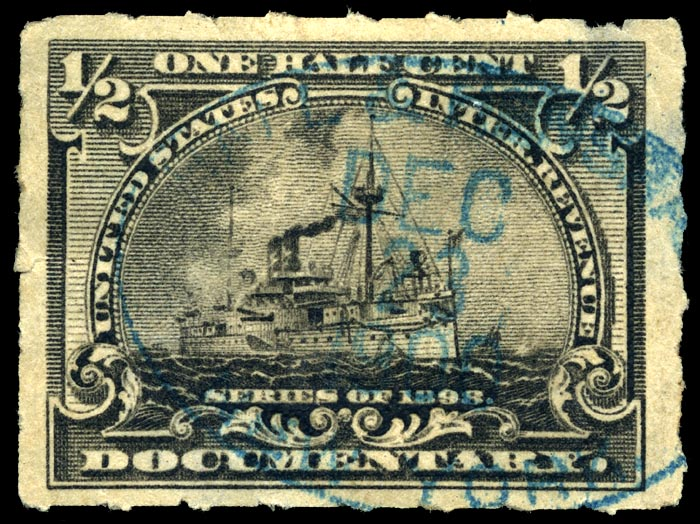
Estados Unidos de América: sello de documento sobre Battleship en 1898, de coste ½c
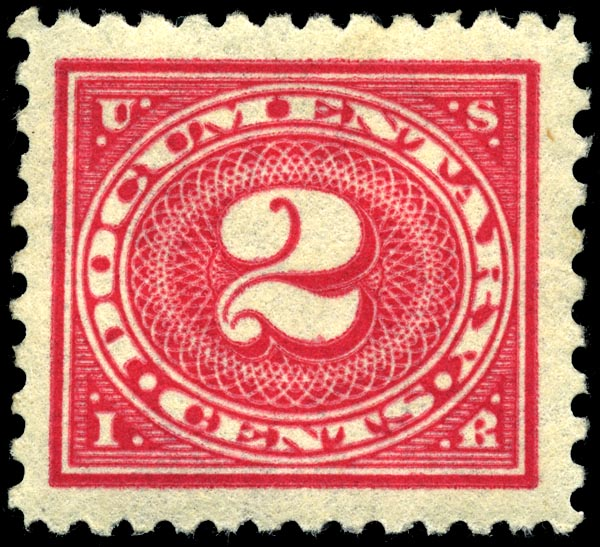
Estados Unidos de América: sello de documentación de 1930, con valor de 2c
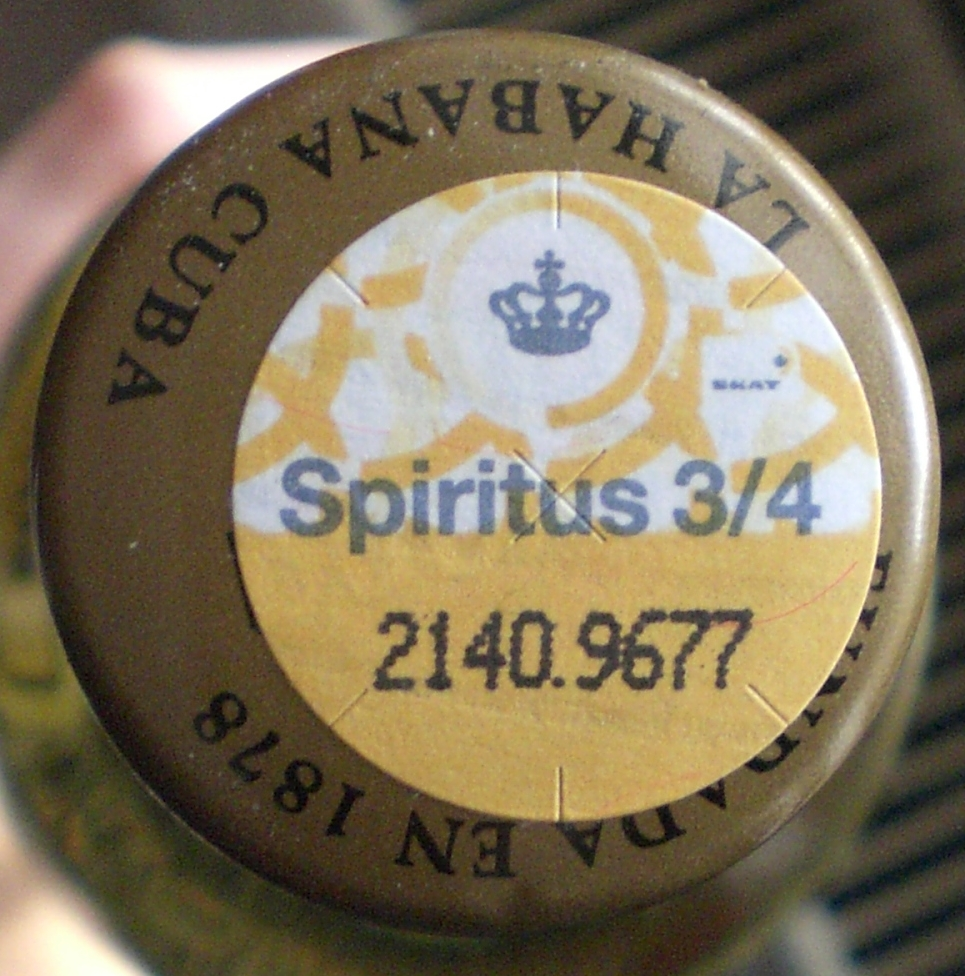
Un timbre fiscal danés para Spiritus
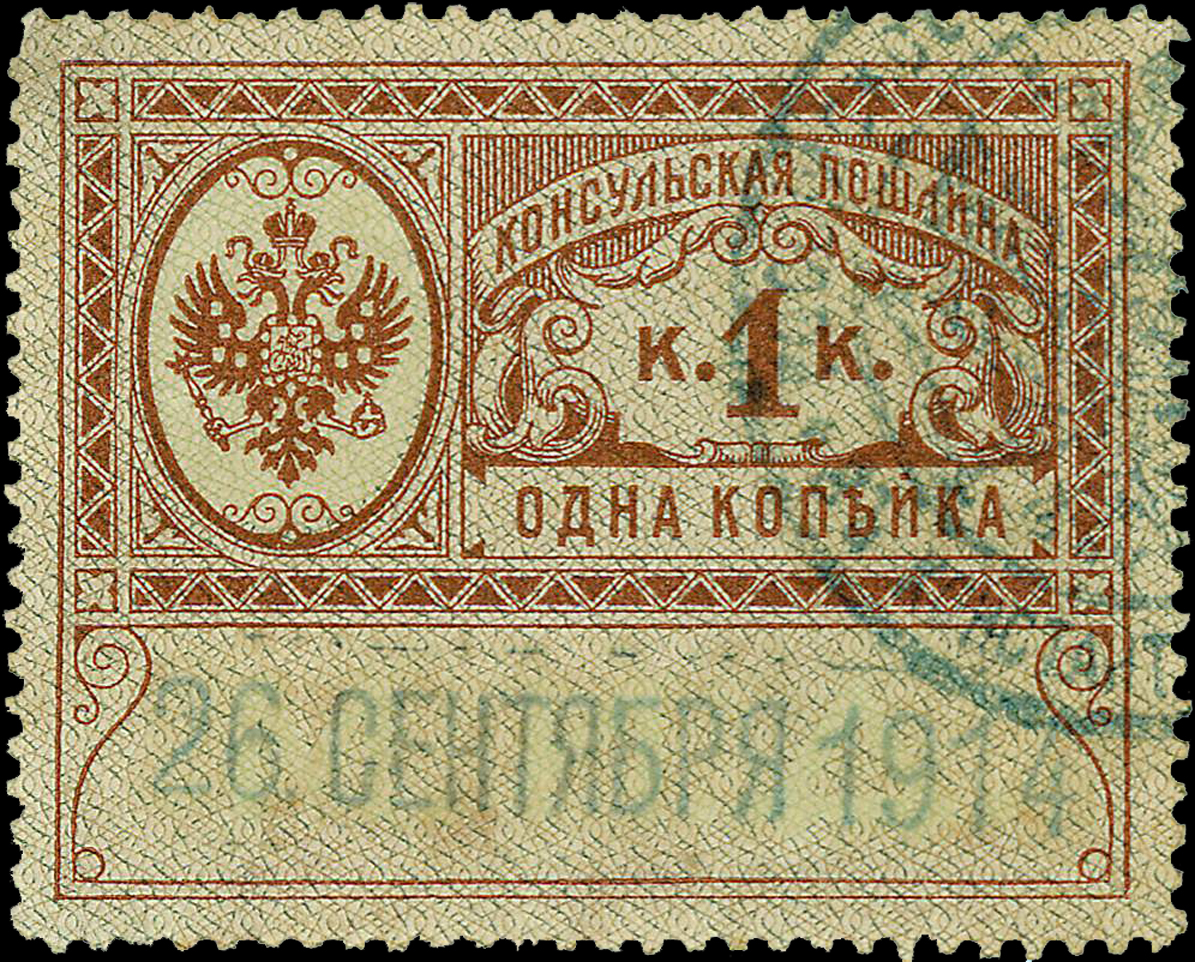
Imperio ruso. Sello Consular